# Любимое (Сумская область)
Любимое (укр. Любиме) — село,
Подлесновский сельский совет,
Сумский район,
Сумская область,
Украина.
Население по данным 1988 года составляло 10 человек.
Село ликвидировано в 1989 году .

## Географическое положение
Село Любимое находится на расстоянии в 1,5 км от сёл Новосухановка и Буциково.
По селу протекает пересыхающий ручей с запрудой.

## История
- 1989 — село ликвидировано [1].